# ヴェステルボッテン県ランスティング
ヴェステルボッテン県ランスティング (Västerbottens läns landsting) はヴェステルボッテン県の公衆衛生と医療を主に担当するランスティングである。ランスティング議会(landstingsfullmäktige)の定数は71名。2011年現在のランスティング議会第一党はスウェーデン社会民主労働党で、33議席を有している。会派は中央の議会に議席を有する政党のうち、スウェーデン民主党を除く7党で構成され、地元の地域政党は議席を得ていない。